# Liste der Straßen, Plätze und Brücken in Hamburg-Eimsbüttel

Lage von Hamburg-Eimsbüttel in Hamburg und im Bezirk Eimsbüttel (hellrot)

Die Liste der Straßen, Plätze und Brücken in Hamburg-Eimsbüttel ist eine Übersicht der im Hamburger Stadtteil Eimsbüttel vorhandenen Straßen, Plätze und Brücken. Sie ist Teil der Liste der Verkehrsflächen in Hamburg.

## Überblick
In Eimsbüttel (Ortsteilnummern 301 bis 310) leben 57820 Einwohner (Stand: 31. Dezember 2023) auf 3,3 km². Eimsbüttel liegt in den Postleitzahlenbereichen 20144, 20253, 20255, 20257, 20259, 20357, 22525, 22527 und 22769.
In Eimsbüttel gibt es 119 benannte Verkehrsflächen, darunter fünf Plätze und drei Brücken.

## Übersicht der Straßen
Die nachfolgende Tabelle gibt eine Übersicht über alle benannten Verkehrsflächen – Straßen, Plätze und Brücken – im Stadtteil sowie einige dazugehörige Informationen. Im Einzelnen sind dies:
- Name/Lage: aktuelle Bezeichnung der Straße, des Platzes oder der Brücke. Über den Link (Lage) kann die Straße, der Platz oder die Brücke auf verschiedenen Kartendiensten angezeigt werden. Die Geoposition gibt dabei ungefähr die Mitte an. Bei längeren Straßen, die durch zwei oder mehr Stadtteile führen, kann es daher sein, dass die Koordinate in einem anderen Stadtteil liegt.
- Straßenschlüssel: amtlicher Straßenschlüssel, bestehend aus einem Buchstaben (Anfangsbuchstabe der Straße, des Platzes oder der Brücke) und einer dreistelligen Nummer.
- Länge/Maße in Metern:
Hinweis: Die in der Übersicht enthaltenen Längenangaben sind nach mathematischen Regeln auf- oder abgerundete Übersichtswerte, die im Digitalen Atlas Nord[1] mit dem dortigen Maßstab ermittelt wurden. Sie dienen eher Vergleichszwecken und werden, sofern amtliche Werte bekannt sind, ausgetauscht und gesondert gekennzeichnet.
Bei Plätzen sind die Maße in der Form a × b bei rechteckigen Anlagen oder a × b × c bei dreiecksförmigen Anlagen mit a als längster Kante dargestellt.
Der Zusatz (im Stadtteil) gibt an, wie lang die Straße innerhalb des Stadtteils ist, sofern sie durch mehrere Stadtteile verläuft.
- Namensherkunft: Ursprung oder Bezug des Namens.
- Datum der Benennung: Jahr der offiziellen Benennung oder der Ersterwähnung eines Namens, bei Unsicherheiten auch die Angabe eines Zeitraums.
- Anmerkungen: Weitere Informationen bezüglich anliegender Institutionen, der Geschichte der Straße, historischer Bezeichnungen, Baudenkmale usw.
- Bild: Foto der Straße oder eines anliegenden Objektes.

| Name/Lage                      | Straßen- schlüssel | Länge/Maße (in Metern)   | Namensherkunft | Datum der Benennung | Anmerkungen | Bild                    |
| ------------------------------ | ------------------ | ------------------------ | --- | ------------------- | --- | ----------------------- |
| Agathenstraße (Lage)           | A043               | 0140                     | nach dem weiblichen Vornamen | 1899                | | Agathenstraße           |
| Alardusstraße (Lage)           | A060               | 0305                     | Christian Heinrich Alardus (1789–1866), Kaufmann und Senator | 1900                | | Alardusstraße           |
| Alter Weg (Lage)               | A160               | 0190                     | nach einer volkstümlichen Bezeichnung für einen Teil der Alten Landstraße von Hamburg nach Pinneberg | 1928                | | Alter Weg               |
| Altonaer Straße (Lage)         | A167               | 0425                     | als nach Altona führende Straße | 1847                | Grundstücke auf der südlichen Seite in Sternschanze, Straßenfläche und nördliche Seite in Eimsbüttel. | Altonaer Straße         |
| Amandastraße (Lage)            | A372               | 0355                     | nach dem weiblichen Vornamen | 1865                | | Amandastraße            |
| Am Weiher (Lage)               | A360               | 0320                     | nach der Lage am Eimsbütteler Park „Am Weiher“ | 1877                | | Am Weiher               |
| Armbruststraße (Lage)          | A458               | 0255                     | Georg (1818–1869) und Karl (1849–1896) Armbrust, Musiklehrer und Organisten an der St.-Petri-Kirche | 1902                | | Armbruststraße          |
| Bei der Apostelkirche (Lage)   | B161               | 0125                     | nach der Lage an der Apostelkirche | 1895                | | Bei der Apostelkirche   |
| Bei der Christuskirche (Lage)  | B164               | 0115                     | nach der Lage an der Christuskirche | 1890                | | Bei der Christuskirche  |
| Beim Schlump (Lage)            | B221               | 0775                     | Herkunft ungeklärt, 1752 erstmals als „Up dem Schlump“ erwähnt | 1858                | östliche Straßenhälfte in Rotherbaum, westliche Hälfte zwischen Grindelallee und Bogenstraße in Harvestehude, zwischen Bogenstraße und Kreuzung Schäferkampsallee/Schröderstiftstraße/Kleiner Schäferkamp in Eimsbüttel | Beim Schlump            |
| Bellealliancestraße (Lage)     | B237               | 0485                     | Herkunft nicht eindeutig geklärt. Möglich ist ein Zusammenschluss der Grundeigentümer Fett, Schmuck, Meißner und Fehlandt oder der Name der Stammkneipe der Herren. Aufgrund der benachbarten Waterloostraße kommt auch ein Wirtshaus mit Namen „Bellealliance“ in der Nähe des historischen Schlachtortes in Betracht. | 1870                | siehe auch Vereinsstraße | Bellealliancestraße     |
| Bismarckstraße (Lage)          | B377               | 0860 (im Stadtteil)      | Otto von Bismarck (1815–1898), u. a. erster Reichskanzler des Deutschen Reiches | 1869                | Zwischen Mansteinstraße und Scheideweg liegt nur die südliche Straßenhälfte in Eimsbüttel, ab Scheideweg südlich komplett im Stadtteil, sonst in Hoheluft-West. | Bismarckstraße          |
| Bogenstraße (Lage)             | B455               | 0670                     | nach dem Verlauf des südlichsten, zuerst angelegten Teils der Straße | 1877                | nördliche Straßenhälfte in Harvestehude | Bogenstraße             |
| Boßdorfstraße (Lage)           | B514               | 0085                     | Hermann Boßdorf (1877–1921), Dramatiker | 1922                | | Boßdorfstraße           |
| Bundesstraße (Lage)            | B707               | 0820 (im Stadtteil)      | zur Erinnerung an den 1866 gegründeten Norddeutschen Bund | 1870                | östlich der Straße Beim Schlump in Rotherbaum | Bundesstraße            |
| Charlottenstraße (Lage)        | C021               | 0130                     | vermutlich nach Charlotte Fett (1811–1859) | 1865                | Charlotte Fett war die Schwiegermutter eines Sohnes von Alexander Tornquist, der in Eimsbüttel umfangreichen Grundbesitz hatte (siehe auch Tornquiststraße). | Charlottenstraße        |
| Clasingstraße (Lage)           | C035               | 0115                     | Johann Heinrich Clasing (1779–1829), Pianist und Komponist | 1911                | | Clasingstraße           |
| Doormannsweg (Lage)            | D147               | 0740                     | Nach einer Hamburger Ratsherrenfamilie des 18. und 19. Jahrhunderts benannt, aus der unter anderem der Senator und Bürgermeister Frans Doormann (1709–1784) stammte. | 1896                | zwischen Henriettenstraße und Fruchtallee Teil der Bundesstraße 5 | Doormannsweg            |
| Eduardstraße (Lage)            | E028               | 0335                     | Eduard Ephraim (* 1867), Sohn des damaligen Grundeigentümers Samuel Ephraim | 1868                | | Eduardstraße            |
| Eichenstraße (Lage)            | E064               | 0855                     | nach der ehemaligen Bepflanzung des Geländes mit Eichen | 1863                | | Eichenstraße            |
| Eidelstedter Weg (Lage)        | E077               | 0650 (im Stadtteil)      | Hamburger Stadtteil Eidelstedt | 1896                | Zwischen Quickbornstraße und dem Grundstück mit der Hausnummer 102 liegt die südliche Straßenhälfte in Eimsbüttel, der restliche Teil bis Lutterothstraße komplett in Stellingen; nördliche Straßenhälfte (von Ost nach West): ab Quickbornstraße für etwa 55 Meter in Hoheluft-West, anschließend bis zur Kreuzung Hagenbeckstraße/Methfesselstraße (Höhe U-Bahnhof Lutterothstraße) in Lokstedt, weiter bis Hausnummer 102 in Stellingen. | Eidelstedter Weg        |
| Eimsbütteler Brücke (Lage)     | –                  | 0040                     | nach Lage und Funktion im Stadtteil | 1911                | überquert den Isebekkanal und verbindet die Oster- und die Bundesstraße | Eimsbütteler Brücke     |
| Eimsbütteler Chaussee (Lage)   | E095               | 0485                     | nach der Lage im Stadtteil | 1863                | | Eimsbütteler Chaussee   |
| Eimsbütteler Marktplatz (Lage) | E096               | 0450                     | nach Lage und Funktion im Stadtteil | 1895                | Kein Platz im herkömmlichen Sinn, sondern ein Straßenzug zwischen Kieler Straße und Fruchtallee; Teil der Bundesstraße 5. | Eimsbütteler Marktplatz |
| Eimsbütteler Straße (Lage)     | E097               | 0950                     | nach der Lage im Stadtteil | 1846                | Komplett im Stadtteil befinden sich lediglich zwei kurze Abschnitte von ca. 20 Metern im Norden und 25 Metern im Süden, dazwischen liegen nur die Grundstücke auf der Nordostseite in Eimsbüttel, der südwestliche Teil und die komplette Straßenfläche finden sich auf dem Gebiet von Altona-Nord | Eimsbütteler Straße     |
| Ellenbogen (Lage)              | E148               | 0180                     | nach dem Verlauf der Straße | 1921                | | Ellenbogen              |
| Else-Rauch-Platz (Lage)        | E334               | 0100 × 95 × 65 × 45 × 35 | Else Rauch (1888–1942), Lehrerin, Opfer des Nationalsozialismus | 1995                | | Else-Rauch-Platz        |
| Emilienstraße (Lage)           | E178               | 0640                     | Emilie Tornquist (1846–1905), Tochter des Grundeigentümers Alexander Tornquist | 1865                | siehe auch Tornquiststraße | Emilienstraße           |
| Eppendorfer Weg (Lage)         | E197               | 1245 (im Stadtteil)      | Hamburger Stadtteil Eppendorf | 1863                | Zwischen Eimsbütteler Straße und Kreuzung Alardusstraße/Goebenstraße komplett im Stadtteil, nördlich der Kreuzung bis Scheideweg nur die östliche Straßenhälfte, westliche Straßenhälfte in Hoheluft-West, weiter nördlich komplett in Hoheluft-West, östlich der Hoheluftchaussee in Hoheluft-Ost. | Eppendorfer Weg         |
| Eschenstieg (Lage)             | E242               | 0065                     | frei gewählter Name | 1899                | | Eschenstieg             |
| Faberstraße (Lage)             | F002               | 0285                     | Johannes Jacob Faber (1716–1800), Jurist und Hamburger Syndikus | 1895                | Faber war der Sohn des Hamburger Bürgermeisters Hans Jacob Faber | Faberstraße             |
| Fanny-Mendelssohn-Platz (Lage) | F342               | 0035 × 35                | Fanny Hensel (1805–1847), Komponistin, eine Schwester Felix Mendelssohn Bartholdys | 2004                | | Fanny-Mendelssohn-Platz |
| Felix-Dahn-Straße (Lage)       | F080               | 0135                     | Felix Dahn (1834–1912), Schriftsteller | 1938                | bis 1938: Anna-Wohlwill-Straße | Felix-Dahn-Straße       |
| Fettstraße (Lage)              | F097               | 0260                     | H. J. Fett (1817–1894), Grundeigentümer | 1870                | | Fettstraße              |
| Fruchtallee (Lage)             | F255               | 1105                     | nach versuchsweise dort gepflanzten Obstbäumen | 1863                | | Fruchtallee             |
| Garbestraße (Lage)             | G015               | 0230                     | Robert Garbe (1878–1927), niederdeutscher Schriftsteller | 1948                | | Garbestraße             |
| Goebenbrücke (Lage)            | –                  | 0025                     | in Anlehnung an die Goebenstraße | 1921                | Hier verlaufen zwei Brücken parallel zueinander über den Isebekkanal: eine für Fußgänger, die andere für Radfahrer. | Goebenbrücke            |
| Goebenstraße (Lage)            | G129               | 0410                     | August von Goeben (1816–1880), preußischer General | 1889                | zwischen Eppendorfer Weg und Im Gehölz/Gärtnerstraße nur die südliche Straßenhälfte in Eimsbüttel, nördliche Hälfte in Hoheluft-West | Goebenstraße            |
| Gorch-Fock-Straße (Lage)       | G171               | 0135                     | Gorch Fock (1880–1916), Schriftsteller | 1921                | | Gorch-Fock-Straße       |
| Grädenerstraße (Lage)          | G191               | 0125                     | Carl Grädener (1812–1883), Komponist | 1899                | bis 1899: Erste Parkstraße | Grädenerstraße          |
| Gravensteiner Straße (Lage)    | G211               | 0075                     | Gravenstein (dän. Gråsten), Stadt in Dänemark | 1911                | | Gravensteiner Straße    |
| Grundstraße (Lage)             | G323               | 0295                     | Friedrich Wilhelm Grund (1791–1874), Komponist und Dirigent | 1902                | | Grundstraße             |
| Gustav-Falke-Straße (Lage)     | G342               | 0705 (im Stadtteil)      | Gustav Falke (1853–1916), Schriftsteller | 1921                | nördlich der Bogenstraße in Harvestehude | Gustav-Falke-Straße     |
| Hartwig-Hesse-Straße (Lage)    | H154               | 0555                     | Hartwig Hesse (1778–1849), Kaufmann und Stifter | 1948                | bis 1948: Schenefelder Straße | Hartwig-Hesse-Straße    |
| Heinrichstraße (Lage)          | H309               | 0255                     | nach einem ehemaligen Grundeigentümer, über den keine weiteren Angaben bekannt sind | 1858                | | Heinrichstraße          |
| Hellkamp (Lage)                | H331               | 0725                     | nach dem Flurnamen Up de Hellkamp | 1899                | bis 1899: Zweite Parkstraße | Hellkamp                |
| Henriettenstraße (Lage)        | H350               | 0505                     | Henriette Tornquist (1843–1914), Tochter des Grundbesitzers Alexander Tornquist | 1865                | siehe auch Tornquiststraße | Henriettenstraße        |
| Henriettenweg (Lage)           | H351               | 0160                     | in Anlehnung an die Henriettenstraße | 1961                | | Henriettenweg           |
| Heußweg (Lage)                 | H413               | 0990                     | nach dem „Heußhof“, einer Gastwirtschaft für die vornehme Hamburger Gesellschaft | 1863                | | Heußweg                 |
| Heymannstraße (Lage)           | H417               | 0370                     | Lida Gustava Heymann (1868–1943), Frauenrechtlerin | 1950                | bis 1950: Liliencronstraße | Heymannstraße           |
| Högenstraße (Lage)             | H489               | 0165                     | nach der Flurbezeichnung „Op de Högen“ | 1929                | zwischen Alter Weg und Langenfelder Damm komplett in Eimsbüttel, ferner für etwa 25 Meter ab Langenfelder Damm Richtung Osten, nördlich davon nur die östliche Straßenhälfte bis Steenwisch, ansonsten in Stellingen | Högenstraße             |
| Hohe Weide (Lage)              | H544               | 0815 (im Stadtteil)      | nach dem hochgelegenen Weideland des St. Johannisklosters | 1881                | nördlich der Bogenstraße in Harvestehude | Hohe Weide              |
| Im Gehölz (Lage)               | I032               | 0335                     | nach dem ehemaligen Eimsbütteler Gehölz | 1877                | Teil der Bundesstraße 5 | Im Gehölz               |
| Kaiser-Friedrich-Ufer (Lage)   | K017               | 0480 (im Stadtteil)      | Friedrich III. (1831–1888), deutscher Kaiser | 1912                | nördlich der Bogenstraße in Harvestehude | Kaiser-Friedrich-Ufer   |
| Kieler Straße (Lage)           | K160               | 1285 (im Stadtteil)      | Kiel, Landeshauptstadt von Schleswig-Holstein | 1840                | zwischen Ophagen und Haferweg komplett im Stadtteil, nördlich des Haferkamps bis Tiedemannstraße nur die östliche Straßenhälfte; südlich der Straße Ophagen in Altona-Nord, westliche Straßenhälfte zwischen Haferkamp und Tiedemannstraße in Stellingen sowie komplett ab Tiedemannstraße bis Bahnbrücke, nördlich der Bahnbrücke in Eidelstedt; Teil der Bundesstraßen 4 und 5                                                            | Kieler Straße           |
| Kielortallee (Lage)            | K165               | 0290                     | nach dem Flurnamen „Kielortswiese“ | 1887                | | Kielortallee            |
| Kippingstraße (Lage)           | K177               | 0275                     | Friedrich Wilhelm Kipping (1838–1892), Begründer der Hamburger Berufsfeuerwehr | 1893                | | Kippingstraße           |
| Kleiner Kielort (Lage)         | K245               | 0115                     | in Anlehnung an die Kielortallee | 1891                | | Kleiner Kielort         |
| Kleiner Schäferkamp (Lage)     | K248               | 0340                     | nach einer ehemals hier gelegenen Schäferei, die dem Kloster St. Johannis in Harvestehude gehörte | 1858                | Grundstücke auf der Nordseite sowie die komplette Straßenfläche in Eimsbüttel, Grundstücke südlich der Straße in Sternschanze | Kleiner Schäferkamp     |
| Kloksweg (Lage)                | K624               | 0090                     | Hans Detlof Heinrich Kloks (1822–1896), Vorbesitzer des Geländes | 1999                | | Kloksweg                |
| Koopstraße (Lage)              | K364               | 0165                     | nach dem Flurnamen „Koops Bleiche“ | 1887                | Der Flurname geht zurück auf den damaligen Grundeigentümer Heinrich Albert Koop (1820–1890). | Koopstraße              |
| Langenfelder Damm (Lage)       | L039               | 0345 (im Stadtteil)      | Langenfelde, Ortsteil von Stellingen | 1863                | nördlich der Müggenkampstraße in Stellingen | Langenfelder Damm       |
| Lappenbergsallee (Lage)        | L069               | 0680                     | Johann Martin Lappenberg (1794–1865), Historiker | 1895                | | Lappenbergsallee        |
| Lastropsweg (Lage)             | L073               | 0360                     | Philipp Lastrop (1691–1744), Senator, und dessen Familie, die hier im 18. Jahrhundert Grundbesitz hatte | 1906                | | Laptropsweg             |
| Lindenallee (Lage)             | L183               | 0355                     | nach der ursprünglichen Bepflanzung | 1870                | Die Lindenallee, 1835 angelegt, ist eine der ältesten Straßen in Eimsbüttel. | Lindenallee             |
| Luruper Weg (Lage)             | L320               | 0415                     | Hamburger Stadtteil Lurup | 1906                | | Luruper Weg             |
| Lutterothstraße (Lage)         | L324               | 1205                     | Ascan Wilhelm Lutteroth (1783–1867), Kaufmann und Senator | 1906                | zwischen Sartoriusstraße und Steenwisch liegt die nördliche Straßenhälfte in Stellingen | Lutterothstraße         |
| Mansteinbrücke (Lage)          | –                  | 0030                     | Gustav von Manstein (1805–1877), preußischer General | 1904                | überquert den Isebekkanal und verbindet die Bogenstraße mit der Mansteinstraße in Hoheluft-West; nordöstliche Brückenhälfte in Harvestehude | Mansteinbrücke          |
| Margaretenstraße (Lage)        | M040               | 0290                     | vermutlich nach Margaretha Auguste Fett (1815–1890), Ehefrau des Grundeigentümers H. J. Fett | 1870                | | Margaretenstraße        |
| Marthastraße (Lage)            | M075               | 0210                     | vermutlich nach einer Schwägerin des Grundeigentümers Fett oder einer Adolf Hermann Meißner nahestehenden Person | 1870                | siehe Fettstraße und Meißnerstraße | Marthastraße            |
| Matthesonstraße (Lage)         | M090               | 0130                     | Johann Mattheson (1681–1764), Opernsänger und Komponist | 1903                | | Matthesonstraße         |
| Meißnerstraße (Lage)           | M130               | 0230                     | Adolf Hermann Meißner (1816–1880), Vorbesitzer des Geländes | 1867                | | Meißnerstraße           |
| Methfesselstraße (Lage)        | M170               | 0835                     | Albert Methfessel (1785–1869), Komponist und Dirigent | 1899                | bis 1899: Dritte Parkstraße | Methfesselstraße        |
| Moorkamp (Lage)                | M269               | 0310                     | nach einer Flurbezeichnung | 1881                | | Moorkamp                |
| Müggenkampstraße (Lage)        | M311               | 0460                     | nach einem Flurnamen | 1878                | | Müggenkampstraße        |
| Nagels Allee (Lage)            | N002               | 0105                     | nach einem Vorbesitzer gleichen Namens | 1958                | | Nagels Allee            |
| Odenwaldstraße (Lage)          | O024               | 0150                     | Theodor Odenwald (1838–1899), Gründer des Hamburger Kirchenchors | 1906                | | Odenwaldstraße          |
| Osterstraße (Lage)             | O148               | 1400                     | nach dem Flurnamen „Osterkamp“ | 1864                | | Osterstraße             |
| Ottersbekallee (Lage)          | O165               | 0335                     | nach der Ottersbek, die in Eimsbüttel in den Isebekkanal mündet | 1899                | Ursprünglich 1877 als Ottersbekstraße benannt, erhielt sie 1899 ihren heutigen Namen. | Ottersbekallee          |
| Paciusweg (Lage)               | P235               | 0070                     | Fredrik Pacius (1809–1891), Komponist | 1975                | Fuß- und Radweg | Paciusweg               |
| Parnass-Platz (Lage)           | P050               | 0320²                    | Simon (1879–1942) und Hertha Parnass (1906–1942), Opfer des Nationalsozialismus | 2023                | Der fünfeckige Platz liegt am nördlichen Ende der Lappenbergsallee, Ecke Methfesselstraße. Die Eheleute Parnass waren die Eltern der Autorin und Gerichtsreporterin Peggy Parnass. | Parnass-Platz           |
| Paulinenallee (Lage)           | P050               | 0140 (im Stadtteil)      | Pauline Edelheim (1843–1905), Schwägerin des Grundeigentümers Samuel Ephraim | 1863                | westlich der Eimsbütteler Straße in Altona-Nord | Paulinenallee           |
| Pinneberger Weg (Lage)         | P128               | 0365                     | Pinneberg, Kreisstadt in Schleswig-Holstein | 1864                | Grundstücke auf der südwestlichen Seite in Altona-Nord, sonst in Eimsbüttel, insbesondere die Straßenfläche. | Pinneberger Weg         |
| Prätoriusweg (Lage)            | P187               | 0155                     | Musikerfamilie Prätorius, insbesondere Hieronymus Praetorius (1560–1629) | 1906                | | Prätoriusweg            |
| Rellinger Straße (Lage)        | R148               | 0730                     | Rellingen, Gemeinde im Kreis Pinneberg in Schleswig-Holstein | 1899                | | Rellinger Straße        |
| Rombergstraße (Lage)           | R270               | 0210                     | Musikerfamilie Romberg, namentlich Bernhard Romberg (1767–1841), Cellist, und Andreas Romberg (1767–1821), Komponist | 1898                | | Rombergstraße           |
| Sandweg (Lage)                 | S052               | 0325                     | nach einem früher dort gelegenen Sandteich | 1863                | | Sandweg                 |
| Sartoriusstraße (Lage)         | S058               | 0420                     | Erasmus Sartorius (1577–1637), Komponist | 1906                | | Sartoriusstraße         |
| Schäferkampsallee (Lage)       | S094               | 0480                     | nach der 1560 angelegten Schäferei des Klosters Harvestehude | 1858                | |                         |
| Schäferstraße (Lage)           | S098               | 0305                     | in Anlehnung an die Schäferkampsallee | 1875                | | Schäferstraße           |
| Scheideweg (Lage)              | S137               | 0385                     | nach der damaligen Grenze zwischen Eimsbüttel und Eppendorf | 1879                | nordöstliche Straßenhälfte in Hoheluft-West | Scheideweg              |
| Schlankreye (Lage)             | S185               | 0345 (im Stadtteil)      | nach einer alten Bezeichnung für die Weiden an der Isebek, die dem Kloster St. Johannis gehörten | 1907                | „Reye“ wird eine einseitig bebaute Straße genannt, bezeichnet aber auch einen kleinen Wasserlauf; nördlich der Bogenstraße in Harvestehude | Schlankreye             |
| Schopstraße (Lage)             | S278               | 0245                     | Johann Schop (um 1590–1667), Musiker und Komponist | 1938                | | Schopstraße             |
| Schulterblatt (Lage)           | S321               | 0250 (im Stadtteil)      | nach dem Schulterblatt eines Walfisches, das als Aushängeschild vor einer Seemannskneipe hing | ca. 1700            | südlich der Kreuzung Altonaer Straße/Max-Brauer-Allee in Sternschanze | Schulterblatt           |
| Schulweg (Lage)                | S327               | 0330                     | nach der ältesten, an der Ecke Schulweg/Osterstraße gelegenen Schule Eimsbüttels, die bis 1887 existierte | 1864                | Teil der Bundesstraße 5; bis 1864: Schulmeistergang | Schulweg                |
| Schwenckestraße (Lage)         | S357               | 0900                     | Christian Friedrich Gottlieb Schwencke (1767–1822), Komponist | 1899                | bis 1899: Teil der Ersten Parkstraße | Schwenckestraße         |
| Selliusstraße (Lage)           | S400               | 0120                     | Thomas Sellius (1599–1663), Kantor am Johanneum | 1912                | | Selliusstraße           |
| Sillemstraße (Lage)            | S451               | 0915                     | nach einer Familie Sillem, die sich um Hamburg verdient gemacht hat | 1903                | | Sillemstraße            |
| Sophienallee (Lage)            | S507               | 0260                     | Sophie Ephraim, Ehefrau des Grundbesitzers Samuel Ephraim | 1863                | | Sophienallee            |
| Spengelweg (Lage)              | S539               | 0125                     | Julius Spengel (1853–1936), Musiker | 1948                | bis 1948: Collaustraße | Spengelweg              |
| Steenwisch (Lage)              | S613               | 0155 (im Stadtteil)      | nach einem Flurnamen | 1928                | niederdeutsch Steenwisch = Steinwiese nur südliche Straßenhälfte zwischen Jaguarstieg und Högenstraße in Eimsbüttel, sonst in Stellingen | Steenwisch              |
| Stellinger Weg (Lage)          | S669               | 0665                     | Hamburger Stadtteil Stellingen | 1863                | | Stellinger Weg          |
| Stephanusgarten (Lage)         | S962               | 0075 x65 x40             | nach der Lage an der ehemaligen St. Stephanuskirche | 2018                | In Eimsbüttel liegt nur ein schmaler, östlicher Teil, ansonsten in Stellingen | Stephanusgarten         |
| Tegetthoffstraße (Lage)        | T041               | 0115                     | Wilhelm von Tegetthoff (1827–1871), Vizeadmiral der österreich-ungarischen Kriegsmarine | 1885                | | Tegetthoffstraße        |
| Telemannstraße (Lage)          | T044               | 0480                     | Georg Philipp Telemann (1681–1767), Komponist | 1901                | | Telemannstraße          |
| Tiedemannstraße (Lage)         | T083               | 0220                     | nach dem Vorbesitzer gleichen Namens, über den keinerlei Daten bekannt sind | um 1886             | nördliche Straßenhälfte in Stellingen | Tiedemannstraße         |
| Tornquiststraße (Lage)         | T142               | 0595                     | Alexander Bentalon Tornquist (1813–1889), Grundbesitzer | 1868                | Tornquist besaß erheblichen Grundbesitz in Hamburg und benannte von ihm angelegte Straßen nicht nur mit seinem Vor- und Nachnamen, sondern auch mit denen seiner Kinder. In Eimsbüttel sind dies die Emilien- und die Henriettenstraße, in St. Georg die Alexanderstraße sowie die Maxstraße in Eilbek. | Tornquiststraße         |
| Tresckowstraße (Lage)          | T158               | 0465                     | Hermann von Tresckow (1818–1900), preußischer Infanteriegeneral | 1889                | | Tresckowstraße          |
| Unnastraße (Lage)              | U025               | 0405                     | Paul Gerson Unna (1850–1929), Dermatologe | 1948                | nordöstliche Straßenhälfte in Hoheluft-West, südwestliche in Eimsbüttel | Unnastraße              |
| Vereinsstraße (Lage)           | V028               | 0570                     | nach der guten Zusammenarbeit zwischen den Grundeigentümern Fett, Schmuck, Meißner und Fehlandt, die diese Straße gemeinsam anlegten | 1870                | siehe auch Bellealliancestraße | Vereinsstraße           |
| Voigtstraße (Lage)             | V160               | 0160                     | Carl Voigt (1808–1879), Musiker | 1902                | | Voigtstraße             |
| Von-der-Tann-Straße (Lage)     | V094               | 0125                     | Ludwig von der Tann-Rathsamhausen (1815–1881), bayerischer Infanteriegeneral | 1885                | | Von-der-Tann-Straße     |
| Walter-Wächter-Platz (Lage)    | W534               | 0125 × 85                | Walter Wächter (1913–1983), Psychologe | 2018                | vor 2018: Gustav-Falke-Sportplatz | Walter-Wächter-Platz    |
| Waterloohain (Lage)            | W090               | 0125                     | in Anlehnung an die Waterloostraße | 1885                | | Waterloohain            |
| Waterloostraße (Lage)          | W091               | 0270                     | nach dem gleichnamigen Schlachtort im heutigen Belgien | 1885                | | Waterloostraße          |
| Weckmannweg (Lage)             | W098               | 0140                     | Matthias Weckmann (* zwischen 1615 und 1617; † 1674), Organist und Komponist | 1948                | bis 1948: Chrysanderstraße | Weckmannweg             |
| Weidenallee (Lage)             | W130               | 0455                     | nach der früheren Bepflanzung | 1858                | | Weidenallee             |
| Weidenstieg (Lage)             | W137               | 0355                     | in Anlehnung an die Weidenallee | 1863                | | Weidenstieg             |
| Wiesenstraße (Lage)            | W247               | 0385                     | nach dort früher liegenden Wiesen | 1867                | | Wiesenstraße            |